# 貝皮可倫坡號

貝皮可倫坡號的軌道（藍色為水星行星軌道器環繞水星軌道，紅色為水星磁層軌道器環繞水星軌道）。

貝皮可倫坡號（英語：BepiColombo）是由欧洲空间局（ESA）與宇宙航空研究開發機構（JAXA）合作的水星探測任務，於2018年10月20日01:45（協調世界時）由亞利安5號運載火箭從圭亞那太空中心發射升空。該任務旨在對水星進行迄今最全面的科學研究，包括其磁場、磁層、內部結構及地表特徵，並探討這顆最靠近太陽的行星之起源與演化。
任務名稱紀念意大利科學家朱塞佩·可倫坡（Giuseppe "Bepi" Colombo），他提出的重力助推技術現廣泛應用於行星探測。貝皮可倫坡號由兩顆軌道器組成：ESA主導的水星行星軌道器（MPO）負責繪製水星地表及分析其組成，而JAXA建造的水星磁層軌道器（MMO，暱稱「澪」）則專注於磁場與太陽風相互作用的研究。原定2025年12月抵達水星，但因2024年4月推進系統故障導致推力不足，經軌道調整後延至2026年11月抵達。
作為ESA「Horizon 2000+」計劃的壓軸任務，貝皮可倫坡號耗資近20億美元，歷經多次延期後於2009年11月獲批。其設計需抵禦水星附近高達350°C的極端溫度，並採用離子推進器結合9次重力助推（1次地球、2次金星、6次水星飛掠）以節省燃料。任務將持續至少1年，可能延長至2028年，填補人類對水星認知的重要空白。

## 命名
此計劃以意大利數學家，科學家與工程師朱塞佩·可倫坡的暱稱（貝皮·可倫坡）命名。可倫坡首次提出了行星重力助推的設想，並在1974年的水手10號任務中被成功實施。這項技術現在被廣泛運用於行星探測任務中。
水星磁層軌道器的暱稱「MIO」（みお）是在面向日本公眾的徵名活動中選出的。在日語中的意思是船行的水道。根據JAXA的說法，它象徵了訖今為止在研究開發領域中的里程碑事件。JAXA形容太空船將會像航行在海洋中一般在太陽風中穿行。

## 任務
貝皮可倫坡號任務包含三個組成部分，它們將在太空船抵達水星後分離：
- 水星轉移模塊（MTM），由歐洲太空總署研發
- 水星行星軌道器（MPO），由歐洲太空總署研發
- 水星磁層軌道器（MMO），由宇宙航空研究開發機構建造

在發射及飛越階段，這三個部分共同組成水星巡航系統（Mercury Cruise System（MCS））。
貝皮可倫坡號任務原來還計劃包括一個叫水星表面元素（Mercury Surface Element，MSE）的水星著陸器，但因為預算限制的因素而被取消了。
航天器主要由空中巴士國防航天承建。歐洲太空總署負責貝皮可倫坡號任務的設計和整體規劃以及水星轉移模塊和水星行星軌道器的研發，組裝和航天器發射。貝皮可倫坡號於2018年10月20日順利發射升空。
发射后，它将一次飞越地球、两次飞越金星、五次飞越水星，最终在2025年进入水星轨道。
多次的行星重力助推將節省經費與燃料。它會在2020年4月飛越地球，利用地球的重力助推使它能夠飛越金星。 2020年－2021年，兩次的金星飛越使它幾乎不需要利用推進就能降低其近日點，讓它可以飛越水星。隨後於2021年－2024年五次的水星飛越會將它的速率降至1.76千米/秒，這將導致它於2025年第六次接近水星時被水星俘獲，進入環繞水星的軌道。
水星行星轨道器与水星磁层轨道器将在入轨后分离，然後利用化學能推力器調整各自的軌道，当中的水星磁层轨道器将进入一条距离水星较远的轨道。貝皮可倫坡號搭載的科學儀器由歐洲國家和日本提供。水星行星轨道器将用以测绘水星地图；而水星磁层轨道器将以研究水星的磁场为主要任务。这次任务将完成水星引力場和磁场地图的绘制，此外它還將研究水星鐵核（占行星半徑的3⁄4）的特徵，推斷出固態及液態核心的大小。由俄羅斯提供的加瑪射線光分計和中子光譜儀可用於探測極地撞擊坑是否存在水冰。
水星體積和質量太小，而且它的表面溫度很高，它的重力難以長時間維持穩定的大氣層，但水星稀薄的外氣層中包含了氫、氦、氧、鈉、鈣、鉀等成份。貝皮可倫坡號任務將研究水星散逸層的組成和動態，包括大氣的生成和流失。
貝皮可倫坡號的主要任務預計在2027年5月1日結束，而擴展任務則預計在2028年5月1日結束。

### 目標
貝皮可倫坡號任務的主要目標包括： 
- 研究水星的起源和演化過程。
- 研究水星的內部構造、地質、組成及撞擊坑。
- 對水星大氣的組成和動態（包括生成和流失）進行探測。
- 探測水星磁層的結構和動態。
- 研究水星磁場的起源。
- 對後牛頓形式論的{\displaystyle \gamma }和{\displaystyle \beta }參數進行準確的測算，从而驗證愛因斯坦的廣義相對論[19][20]。

### 歷史
歐洲太空總署於2000年挑選了貝皮可倫坡號提案。科學載荷需求建議書於2004年發表。2007年確認阿斯特里姆（空中巴士國防航天前身）為主要承包方，運載火箭為亞利安5號運載火箭。最初的發射日期是2014年7月，之後一再被延後，主要是因為太陽能電動推進系統的研發工作被延遲。貝皮可倫坡號任務的總成本在2017年被估計為接近20億美元。
貝皮可倫坡號於2020年4月飛掠地球時曾被誤認為是近地小行星，並被臨時編號為「2020 GL2」。隨後小行星中心糾正了錯誤並刪除了臨時編號2020 GL2。

### 時間線

動畫演示貝皮可倫坡號的飛行路徑
貝皮可倫坡號·
地球·
金星·
水星·
太陽

動畫演示貝皮可倫坡號環繞水星的飛行路徑

貝皮可倫坡號從2018年10月20日到2025年11月2日的時間線，紅色圓圈代表飛越太陽系行星的時間點。

代表已完成
| 日期                       | 事件                                                | 解說 |
| -------------------------- | --------------------------------------------------- | --- |
| 2018年10月20日 01:45 UTC   | 發射                                                | 從圭亞那太空中心ELA-3發射台成功發射升空 |
| 2020年4月10日 04:25 UTC    | 飛掠地球                                            | 發射1.5年後 |
| 2020年10月15日 03:58 UTC   | 第一次飛掠金星                                      | 據ESA科學家約翰內斯·本克霍夫（Johannes Benkhoff）所述，探測器可能在金星大氣層中測出了磷化氫，但他不確定貝皮可倫坡號的儀器是否足夠敏銳。2020年10月15日，ESA宣佈飛越金星取得成功。 |
| 2021年8月10日 13:51 UTC    | 第二次飛掠金星                                      | 自第一次飛掠金星後經過了1.35個金星年 |
| 2021年10月1日 23:34:41 UTC | 第一次飛掠水星                                      | 飛掠的時點恰逢朱塞佩·可倫坡誕辰101週年 |
| 2022年6月23日 09:44 UTC    | 第二次飛掠水星                                      | 自第一次飛掠水星後經過了3個水星年，環繞太陽2周。最接近水星的距離大約是200公里。                                                                                                  |
| 2023年6月19日 19:34 UTC    | 第三次飛掠水星                                      | 自第二次飛掠水星後經過了4.12個水星年，環繞太陽超過3周。最接近水星的距離大約是236公里。                                                                                           |
| 2024年9月4日 21:48 UTC     | 第四次飛掠水星                                      | 自第三次飛掠水星後經過了5.04個水星年，環繞太陽約4周 |
| 2024年12月1日 14:23 UTC    | 第五次飛掠水星                                      | 自第四次飛掠水星後經過了1個水星年，環繞太陽1周 |
| 2025年1月8日 05:58:52 UTC  | 第六次飛掠水星                                      | 自第五次飛掠水星後經過了0.43個水星年，環繞太陽0.43周。最接近水星的距離約為295公里。                                                                                              |
| 2025年12月5日              | 進入水星環繞軌道                                    | 航天器分離，自第六次飛掠水星後經過了3.75個水星年 |
| 2026年3月14日              | 水星行星軌道器（MPO）開始執行最後的科學環繞探測任務 | 自進入水星環繞軌道後經過了1.13個水星年 |
| 2027年5月1日               | 主要任務階段結束                                    | 自進入水星環繞軌道後經過了5.82個水星年 |
| 2028年5月1日               | 擴展任務階段結束                                    | 自進入水星環繞軌道後經過了9.98個水星年 |

## 航天器組成部分
| 奎奈蒂克T6 | 規格             |
| ---------- | ---------------- |
| 類型       | 離子推力器       |
| 數量       | 4                |
| 直徑       | 22 cm（8.7英寸） |
| 最大推力   | 每個145 mN       |
| 比衝 (Isp) | 4300秒           |
| 推進劑     | 氙               |
| 總功率     | 4628瓦           |

### 水星轉移模塊
水星轉移模塊（Mercury Transfer Module，縮寫為MTM）承擔水星行星軌道器和水星磁層軌道器的運輸任務。水星轉移模塊主要採用太陽能電動推進系統來為航天器加速，它搭載的四個奎奈蒂克T6（QinetiQ-T6）離子推力器可以單獨或兩個一組運作，最大的推力合計可達到290 mN。取決於MTM和太陽之間的距離，它的供電範圍介於7千瓦和14千瓦。根據預期的推力大小，每個T6離子推力器需要消耗的電力介於2.5千瓦到4.5千瓦之間。
太陽能電動推進系統的推力低，但通常具有非常高的比衝。貝皮可倫坡號將經歷持續數月的低推力減速階段，加上受到行星重力助推的影響，它的速度會逐漸地減慢。在航行過程中，MTM可為休眠中的軌道器和它的太陽能電動推進系統供電，這歸功於兩個長達14米長的光伏板。在即將進入水星環繞軌道之前，水星巡航系統將拋開水星轉移模塊。當水星軌道器和水星轉移模塊分離後，MPO會向MMO提供它所需要的動力以及數據資源，直到MPO和MMO分離為止。

### 水星行星軌道器

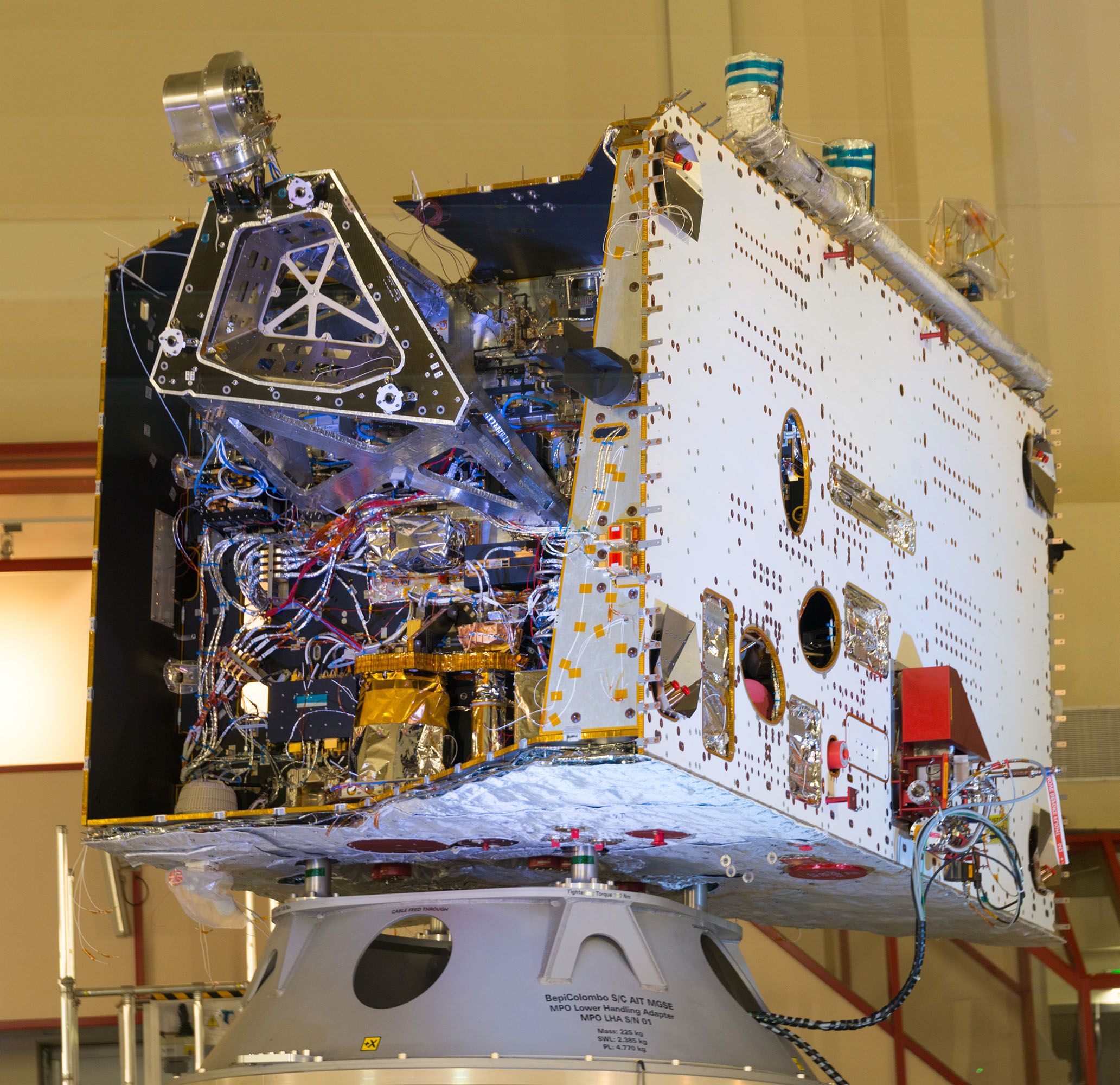
水星行星軌道器（攝於ESTEC）

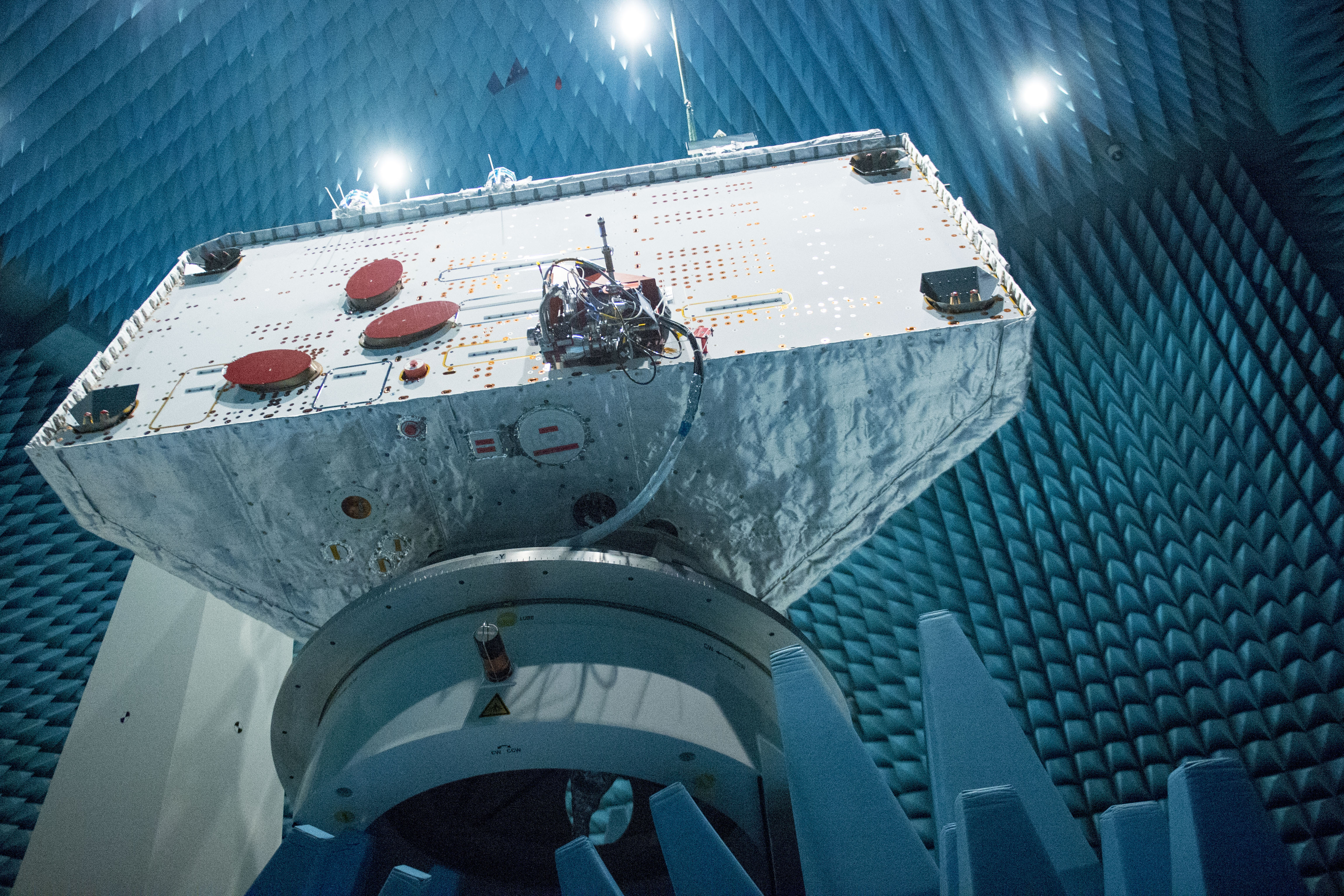
對水星行星軌道器進行無線電測試

水星行星軌道器（Mercury Planetary Orbiter，縮寫為MPO）的質量為1,150（2,540磅）。MPO使用電力可達到一千瓦的光伏板，它利用玻璃二次表面鏡將溫度控制在200攝氏度以下。太陽能板需要不停地旋轉，使之在發電的同時把溫度控制在一定的範圍內。水星行星軌道器一共搭載了11台科學儀器，其中有相機，光譜儀（紅外線、紫外線、X射線、加瑪射線和中子），一台輻射計，一台光學雷達，一台磁強計，一台粒子分析儀，一台Ka波段轉發器以及一台加速規。在MPO頂部安裝了一根直徑為1.0米（3英尺3英寸）的可耐高溫的高增益天線。MPO的數據傳輸速率為50 kbit/秒，一年之中可傳輸總量達到1,550 Gbit的數據，信號傳輸頻率在X波段和Ka波段。在水星探測的整個過程中，歐洲太空總署通過設在西班牙的塞夫雷羅斯深空站與水星行星軌道器保持通信聯絡。

#### 科學載荷
水星行星軌道器科學載荷包含了以下11台科學儀器：
- 貝皮可倫坡號光學雷達（BEpiColombo Laser Altimeter，縮寫為BELA），由德國航空太空中心研製，和伯恩大學、馬克斯·普朗克太陽系研究所及安達盧西亞天體物理研究所（英语：Instituto de Astrofísica de Andalucía）合作
- 意大利之春加速規（Italian Spring Accelerometer，縮寫為ISA），由意大利研製
- 水星磁強計（MERcury MAGnetometer，縮寫為MPO-MAG或MERMAG），由德國和英國研製[38]
- 水星輻射計和熱紅外光譜儀（MErcury Radiometer and Thermal Infrared Spectrometer，縮寫為MERTIS），由德國研製
- 水星加瑪射線光分計（Mercury Gamma-ray and Neutron Spectrometer，縮寫為MGNS），由俄羅斯研製
- 水星成像X射線光譜儀（Mercury Imaging X-ray Spectrometer，縮寫為MIXS），由萊斯特大學、馬克斯·普朗克太陽系研究所及馬克斯·普朗克地外物理研究所研製[40]
- 水星軌道器無線電科學實驗儀（Mercury Orbiter Radio-science Experiment，縮寫為MORE），由意大利和美國研製
- 探測水星散逸層紫外-可见分光光度儀（Probing of Hermean Exosphere By Ultraviolet Spectroscopy，縮寫為PHEBUS），由法國和俄羅斯研製
- 水星散逸層中性原子分析儀（Search for Exosphere Refilling and Emitted Neutral Abundances，縮寫為SERENA）[41]，由兩台中性粒子分析儀和兩台離子化粒子分析儀組成：ELENA（低能量中性原子分析儀），由意大利研製；STROFIO（質譜儀），由美國研製； MIPA（微型離子沉澱分析儀），由瑞典研製；PICAM（行星離子相機），由奧地利空間研究所（IWF），俄羅斯空間研究所（IKI），環境科學研究所（CETP/IPSL），歐洲空間研究與技術中心（ESTEC），粒子和核物理研究所（KFKI-RMKI）和馬克斯·普朗克太陽系研究所（MPS）研製
- 貝皮可倫坡號水星行星軌道器整合觀測系統光譜儀和成像儀（Spectrometers and Imagers for MPO BepiColombo Integrated Observatory SYStem，縮寫為SIMBIO-SYS），由意大利、法國和瑞士研製
- 太陽光強度X射線和粒子光譜儀（Solar Intensity X-ray and Particle Spectrometer，縮寫為SIXS），由芬蘭和英國研製

### 水星磁層軌道器

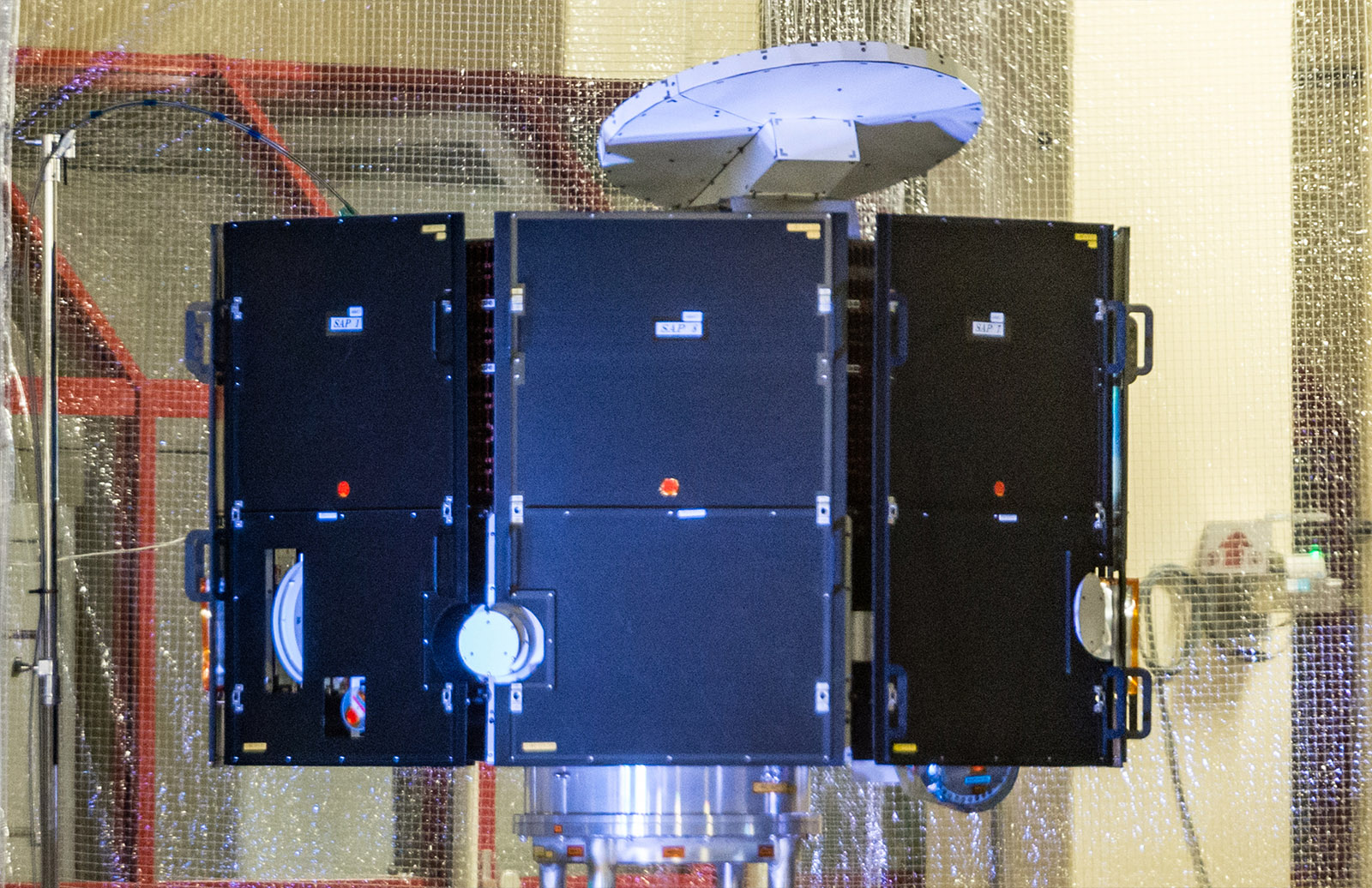
水星磁層軌道器

水星磁層軌道器（Mercury Magnetospheric Orbiter，縮寫為MMO，暱稱為MIO（日语：みお））由日本製造，它的質量為285（628磅）。水星磁層軌道器搭載了五組不同的科學儀器（總重量為45（99磅）），包括了日本生產的等離子體及塵埃探測儀還有奧地利製造的磁強計。水星磁層軌道器的長度是180 cm（71英寸），高度是90 cm（35英寸），形狀像是一個八邊形稜鏡。水星磁層軌道器的轉速將穩定在15 rpm，它的旋轉軸和水星的赤道垂直。MMO將在高度為590 km × 11,640 km（370 mi × 7,230 mi）的水星極軌道上對水星進行探測。軌道器的頂部和底部為百葉散熱器，可以起到控制溫度的作用。軌道器四面安裝了太陽能電池，可提供90瓦電力。它將通過一根直徑為0.8米（2英尺7英寸）的高增益天線和兩根中增益天線和地球通信，通信的頻率在X波段。MMO的軌道在MPO軌道的外側。遠測傳輸速率約為5 kbit/秒，相當於一年160 Gbit。水星磁層軌道器的反應和控制系統的工作原理基於冷氣推進器。MMO進入水星環繞軌道後，JAXA的相模原管制中心將通過位於日本長野縣的臼田宇宙空間觀測所的直徑為64米（210英尺）的天線與水星磁層軌道器進行通信。

#### 科學載荷
- 水星等離子體粒子實驗儀（Mercury Plasma Particle Experiment，縮寫為MPPE），研究來自水星的等離子體和中性粒子，水星磁層以及太陽風。它包含了以下儀器：
  - 水星電子分析儀（MEA1和MEA2）
  - 水星離子分析儀（MIA）
  - 質譜分析儀（MSA），由等離子體物理實驗室（LPP）、馬克斯·普朗克太陽系研究所（MPS）、布倫瑞克工業大學和宇宙科學研究所（ISAS）共同研發[46]。
  - 高能量粒子儀（用於電子分析）（HEP-ele）
  - 高能量粒子儀（用於離子分析）（HEP-ion）
  - 高能中性分析儀（ENA）
- 水星磁強計（Mercury Magnetometer，縮寫為MMO-MGF），探測水星的磁場，磁層和行星際太陽風。
- 等離子體波探測儀（Plasma Wave Investigation，縮寫為PWI），探測水星電場，電磁波以及來自磁層和太陽風的無線電波。
- 水星大氣鈉分布光譜成像儀（Mercury Sodium Atmosphere Spectral Imager，縮寫為MSASI），研究水星稀薄的鈉成份大氣。
- 水星塵埃監視器（Mercury Dust Monitor，縮寫為MDM），對水星和行星際空間的塵埃進行研究。

## 被取消計劃

### 水星表面元素
水星表面元素（Mercury Surface Element，縮寫為MSE）因預算限制而於2003年被取消。水星表面元素著陸器是一個重44（97磅）的小型水星著陸器，它的設計工作壽命大約是一周。水星表面元素的形狀像是一個直徑為0.9米（2英尺11英寸）的圓盤。原本它的預定著陸區在緯度85°的地帶。設想中的著陸模式為運用減速機動讓著陸器在降落到距地面120米（390英尺）的高度時把速度減至零，隨之推進裝置彈出，啟動安全氣囊，最後著陸器以最高不超過30 m/s（98 ft/s）的速度落到水星表面。在計劃取消之前，原來的設想是讓水星表面元素通過一根特高頻天線將已存儲的科學數據發送給水星行星軌道器（MPO）或者水星磁層軌道器（MMO）。按照原來的計劃，MSE搭載7（15磅）重的科學載荷，其中包括相機，阿爾法粒子X射線光譜儀，磁強計，地震儀，土壤穿透裝置以及一輛微型探測車。

## 流行文化
水星磁層軌道器（MMO（MIO））搭載了一幅由日本漫畫家石川雅之描繪的插畫作品，插畫中的人物是石川雅之的漫畫作品《不惑之星》中水星的擬人化角色。石川雅之後來在原稿的基礎上增加了水星磁層軌道器的圖案。2019年初，在相模原市立博物馆举行的相关活动的海报上也带有该角色。

## 外部連結
- 貝皮可倫坡號官方網站 （页面存档备份，存于）（ESA）
- 貝皮可倫坡號官方網站 （页面存档备份，存于）（JAXA）
- 貝皮可倫坡號網站 （页面存档备份，存于）（ISAS）